# Portada/article juliol 18

## Terrissa
La terrissa és l'objecte o conjunt d'objectes, tals com olles, càntirs, gerres, cassoles o tests, fets de terra argilosa afaiçonada quan és molla i pastada, i després cuita. La manca d'esmalts i vernissos, el tipus de terra, la coloració rogenca que li donen després de la cocció els derivats del ferro i, sobretot, la destinació a l'ús domèstic, en fan una categoria especial dins de la ceràmica. La terrissa es distingeix, d'una banda, dels productes artístics com són les ceràmiques, terracotes, porcellanes, i rajoles de València, i de l'altra, de les peces de terra cuita sortides de la bòbila, o de productes com la vaixella fina coneguda amb el nom de pisa.
La peça més antiga que es coneix és un atuell del període Jōmon de prehistòria del Japó, peça que actualment s'exposa al Museu Nacional de Tòquio. Existeixen trossos de terrissa trobats al sud de la Xina; amb el mètode del carboni 14 s'han datat, i es creu que és un material elaborat entre els 14000 anys aC i el 9000 anys aC.